# 八音
八音是東亞傳統乐器的八种材料，也指按照制作材料划分的八类乐器，如《周禮·春官·大師》提到：「皆播之以八音，金、石、土、革、絲、木、匏、竹。」 
- 金 (青銅)：包括编钟、特钟、铙等敲擊樂。當時官方认可的“最高雅的声音”，被称为“金石之声”，是指编钟、磬这類清脆明亮的音响。
- 石 (玉石)：包括编磬、特磬等敲擊樂
- 土 (陶器)：包括埙(管樂)、缶(敲擊樂)
- 革 (皮革)：包括鼓等敲擊樂
- 丝 (弦線)：包括古琴、古瑟、古箏等弦樂，现在所说的丝竹就是丝音和竹音的简称。
- 木 (木材)：包括柷、敔等敲擊樂
- 匏 (葫蘆)：包括竽、笙、葫蘆絲等簧樂
- 竹 (竹筒)：包括箫、笛、管、篪等管樂